# Ghiacciaio Armstrong
Il ghiacciaio Armstrong (in inglese Armstrong Glacier) (71°31′S 67°30′W) è un ghiacciaio situato sulla costa di English, nella Terra di Palmer, in Antartide. Il ghiacciaio, il cui punto più alto si trova a circa 440 m s.l.m., fluisce verso sud-ovest a partire dal versante meridionale del monte Bagshawe fino ad andare ad alimentare la piattaforma glaciale Giorgio VI, che ricopre l'omonimo canale.

## Storia
Già scoperto nel 1936 durante la spedizione britannica nella Terra di Graham, condotta nel periodo 1934-37 al comando di John Rymill, il ghiacciaio Armstrong fu poi così chiamato dal Comitato britannico per i toponimi antartici in onore di Edward B. Armstrong, ricognitore del British Antarctic Survey di base sull'isola Stonington nel 1964-65. Il ghiacciaio è ad oggi l'unica formazione a fornire un percorso sicuro per veicoli meccanici dallo stretto di Giorgio VI all'altopiano della Terra di Palmer.